# Robijnkeelkolibrie
De robijnkeelkolibrie (Archilochus colubris) is een vogel uit de familie van de kolibries (Trochilidae). De wetenschappelijke naam van de soort werd in 1758 als Trochius colubris gepubliceerd door Carl Linnaeus. Hij verwees naar Mark Catesby en George Edwards voor afbeeldingen en eerdere beschrijvingen.

## Veldkenmerken
De robijnkeelkolibrie weegt circa 3 g en kan tot 9 cm groot worden. De rug van de vogels is iriserend groen en de buik is lichtbruin. De mannetjes hebben een felrode keel en de vrouwtjes zijn minder fel van kleur.

## Leefwijze
De vogel voedt zich met nectar en met het sap van bomen waarin sapspechten gaten hebben geboord en tevens met de insecten die ook op deze sappen afkomen. Het is dankzij de specht dat deze kolibriesoort een zo noordelijke verspreiding heeft. In het noordelijkste deel van hun verspreidingsgebied zou het bloeiseizoen namelijk niet voldoende lang zijn om de kolibrie in staat te stellen een nest jongen groot te brengen, maar dankzij de gaten die de spechten hebben geboord, waaruit suikerhoudend sap stroomt, beschikken de kolibries daar al een paar weken voor het begin van de bloeitijd over voldoende voedsel.

## Verspreiding
Deze soort trekt elk jaar vanuit Midden-Amerika helemaal naar Canada over een afstand van meer dan 3000 km. Sommige vogels maken daarbij een non-stopvlucht van 850 km over de Golf van Mexico.

## Status
De grootte van de populatie is in 2019 geschat op 36 miljoen volwassen vogels. Op de Rode lijst van de IUCN heeft deze soort de status niet bedreigd.  

## Afbeeldingen

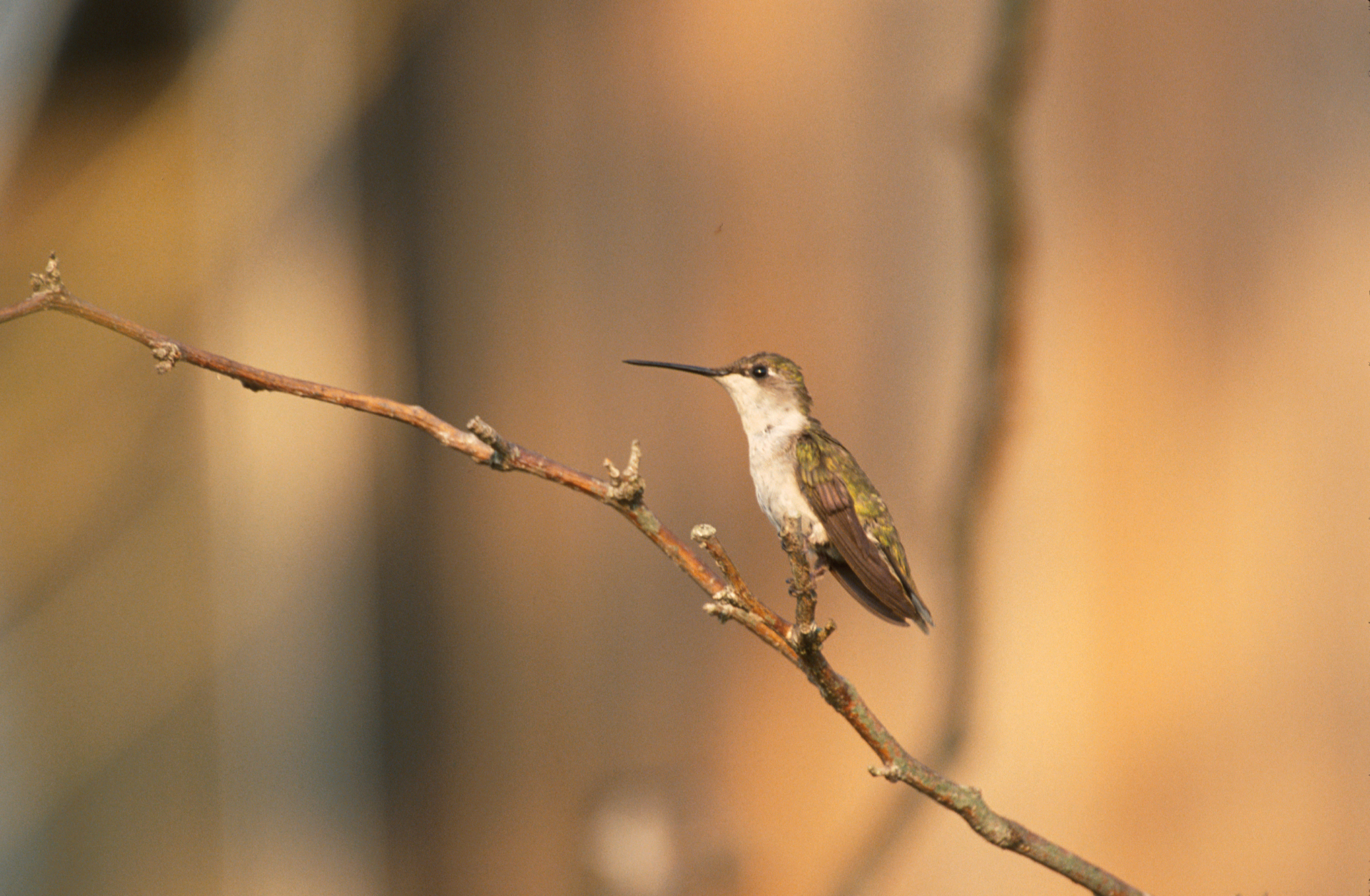
Vrouwtje